# Sterowik wstęgosterny
Sterowik wstęgosterny (Tanysiptera ellioti) – gatunek średniej wielkości ptaka z podrodziny łowców (Halcyoninae) w rodzinie zimorodkowatych (Alcedinidae). Słabo poznany ptak występujący w Indonezji tylko na wyspie Kofiau, według IUCN jest bliski zagrożenia wyginięciem.

## Systematyka
Pierwszego naukowego opisu taksonu dokonał brytyjski zoolog Richard Bowdler Sharpe, nadając mu nazwę Tanysiptera ellioti. Opis ukazał się w 1870 roku w „Proceedings of the Zoological Society of London”. Autor nie wskazał miejsca typowego.
Tradycyjnie takson ten umieszczany jest w grupie gatunków składających się ze sterowika dużego (T. galatea), sterowika łuskowanego (T. riedelii) i sterowika niebieskobrzuchego (T. carolinae). Gatunek monotypowy.

### Etymologia
Nazwa rodzajowa: gr. τανυσιπτερος tanusipteros – „długopióry”, od τανυ- tanu- – „długo-”, od τεινω teinō – „rozciągać”; -πτερος -pteros – „-pióry”, od πτερον pteron – „pióro”. Epitet gatunkowy jest eponimem honorującym Daniela Girauda Elliota (1835–1915), amerykańskiego zoologa i jednego z fundatorów Amerykańskiego Muzeum Historii Naturalnej, American Ornithologists’ Union i Société zoologique de France.

## Morfologia
Średniej wielkości ptak o dużym, szerokim u nasady czerwonym dziobie. Nogi i stopy od brązowo-szarych do żółto-brązowych. Tęczówki ciemnobrązowe. Nie występuje dymorfizm płciowy. Obie płcie mają niebieską górę głowy, ciemnoniebieskie okolice oczu, policzki, kark i boki szyi. Gardło i podgardle oraz przednia część szyi białe. Ciemnoniebieskie górne części ciała, białe spodnie części i zad. Ogon długi, biały, z silnie wydłużonymi środkowymi sterówkami, które są o 10–11 cm dłuższe niż reszta ogona, węższe w centralnej części, z łyżeczkowatymi końcówkami. Sterowik wąskosterny różni się od sterowika dużego krótszym, całkowicie białym ogonem. Młode osobniki są bardziej matowe, mają dolną część grzbietu i zad jasnobrązowe, ogon krótki, niebieski w górnej części i szary w dolnej oraz ciemnobrązowy dziób z jaśniejszym końcem. Długość ciała około 33–34 cm (włącznie z ogonem).

## Zasięg występowania
Sterowik wstęgosterny jest endemitem Indonezji. Występuje tylko na wyspie Kofiau i otaczających ją niewielkich wysepkach należących do archipelagu Wysp Raja Ampat położonego na zachód od Nowej Gwinei. Występuje na terenach położonych do wysokości 65 m n.p.m. Zasięg występowania (EOO, Extent of Occurrence) według szacunków organizacji BirdLife International obejmuje około 320 km².

## Ekologia
Głównym habitatem sterowika wstęgosternego są wysokie nizinne lasy tropikalne zarówno pierwotne, jak wtórnego wzrostu. Spotykany jest także w zacienionych ogrodach. Jest gatunkiem osiadłym. Dieta tego gatunku nie została zbadana, składa się prawdopodobnie z owadów, które wyłapuje w błotnistym podszycie leśnym. Długość pokolenia jest określana na 3,4 roku.

### Rozmnażanie
Brak informacji na temat rozmnażania.

## Status zagrożenia i ochrona
W Czerwonej księdze gatunków zagrożonych Międzynarodowej Unii Ochrony Przyrody od 2022 roku gatunek ten zaliczany jest do kategorii NT (ang. Near Threatened – bliski zagrożenia); wcześniej, od 2013 roku był klasyfikowany jako gatunek narażony (VU), a od 2010 roku jako gatunek zagrożony (EN). Ptak ten jest słabo poznany i nie ma zgodnych szacunków na temat jego liczebności. Obecnie uważa się, że populacja tego gatunku najprawdopodobniej przekracza 1000 dorosłych osobników. BirdLife International ocenia trend liczebności populacji jako powolnie spadkowy głównie z powodu niewielkiego zmniejszania się naturalnego habitatu.